# Nowy Sącz Miasto
Nowy Sącz Miasto – przystanek kolejowy położony na linii Chabówka – Nowy Sącz czynny dla pociągów towarowych. Od września 2009 ruch pociągów pasażerskich na stacji Nowy Sącz Miasto został wstrzymany. Z powodu modernizacji linii kolejowej nr 104 przystanek został wyłączony z ruchu pasażerskiego.
| Nowy Sącz Miasto                          |  |                               |
| Linia 104 Chabówka – Nowy Sącz (74,39 km) |  |                               |
| Nowy Sącz Chełmiecodległość: 1,409 km     |  | Nowy Sącz odległość: 1,871 km |